# 1473 Ounas
1473 Ounas је астероид главног астероидног појаса са пречником од приближно 17,58 .
Афел астероида је на удаљености од 3,182 астрономских јединица (АЈ) од Сунца, а перихел на 1,968 АЈ.
Ексцентрицитет орбите износи 0,235, инклинација (нагиб) орбите у односу на раван еклиптике 13,646 степени, а орбитални период износи 1509,856 дана (4,133 године).
Апсолутна магнитуда астероида је 11,80 а геометријски албедо 0,108.
Астероид је откривен 22. октобра 1938. године.